# Bianca Viray
Bianca L. Viray (1983) é uma matemática estadunidense, professora da Universidade de Washington em Seattle. Trabalha em geometria aritmética, que é uma mistura de geometria algébrica e teoria algébrica dos números.

## Formação
Viray recebeu um B.S. em matemática (cum laude) da Universidade de Maryland em 2005. Obteve um Ph.D. em matemática pela Universidade da Califórnia em Berkeley em 2010, com a tese The algebraic Brauer-Manin obstruction on Chatelet surfaces, degree 4 del Pezzo surfaces, and Enriques surfaces, orientada por Bjorn Poonen. Foi depois Tamarkin Assistant Professor e pós-doutoranda da Fundação Nacional da Ciência (NSF) na Universidade Brown, onde permaneceu de 2010 a 2014.

## Carreira e reconhecimento
Viray começou na Universidade de Washington como professora assistente em 2014 e foi promovida a professora associada em 2017 e professora titular em 2021. Atua no Conselho do Girls' Angle, um clube de matemática e revista para meninas. Recebeu um NSF CAREER Award em 2016. Foi selecionada no outono de 2017 para ministrar a Distinguished Lecture da Universidade de Oregon para sua Association for Women in Mathematics. Foi eleita fellow da American Mathematical Society na classe de 2021, "por contribuições à geometria aritmética, em particular ao assunto de pontos racionais em variedades, e por esforços sustentados para apoiar grupos sub-representados em matemática". Foi nomeada para a classe de 2022 de fellows da Association for Women in Mathematics, "por sua liderança e apoio a mulheres e meninas em matemática através de seu trabalho no Girl's Angle, a rede de pesquisa Women In Numbers, o Noetherian Ring, o Western Algebraic Geometry Symposium e por lançar novos e impactantes programas de mentoria".